# NASA Astronaut Group 11
Il NASA Astronaut Group 11 è stato selezionato il 23 maggio del 1984.

## Elenco degli astronauti

### Piloti

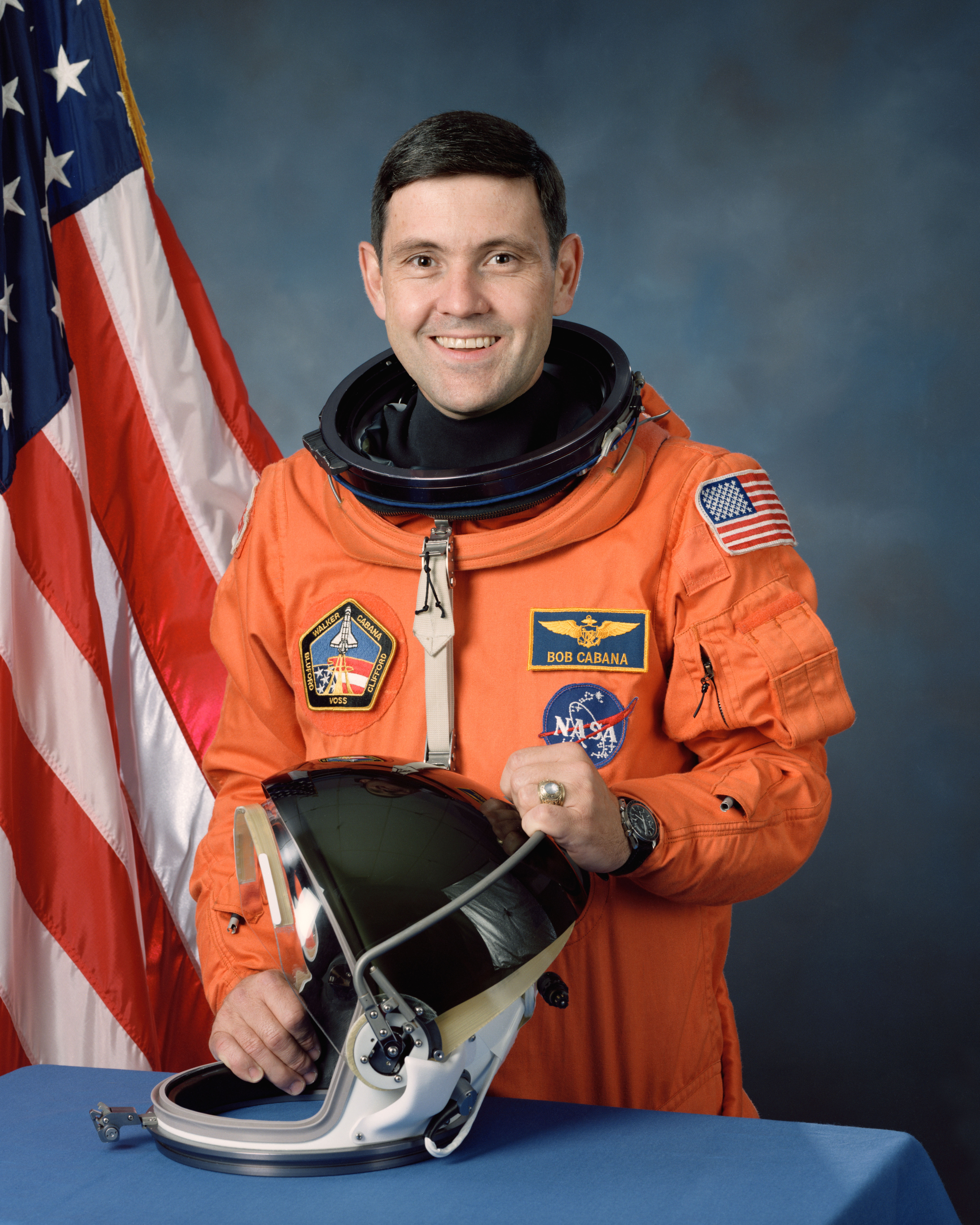
Robert Cabana

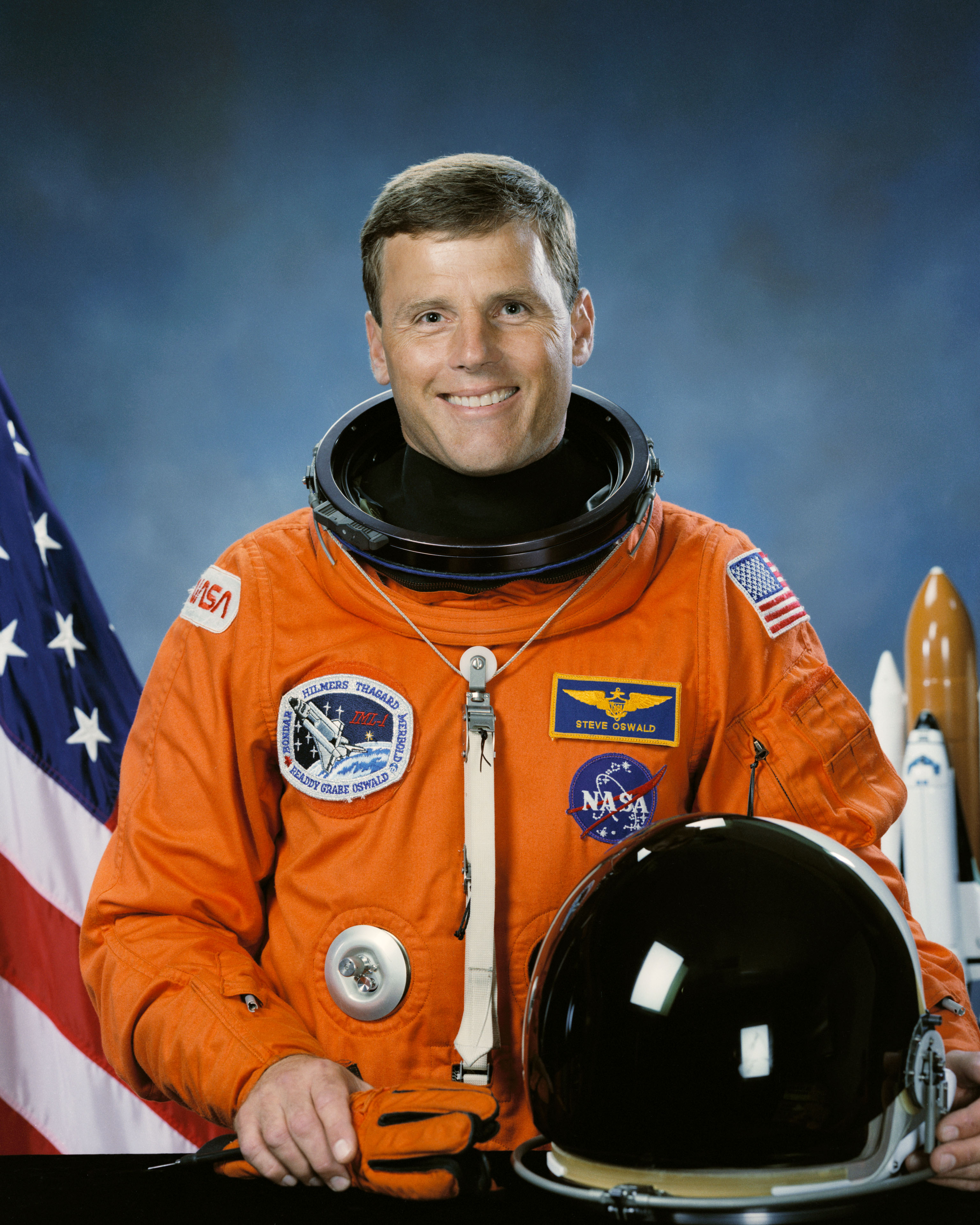
Stephen Oswald

- Michael Baker

STS-43, Pilota
STS-52, Pilota
STS-68, Comandante
STS-81, Comandante
- Robert Cabana

STS-41, Pilota
STS-53, Pilota
STS-65, Comandante
STS-88, Comandante
- Brian Duffy

STS-45, Pilota
STS-57, Pilota
STS-72, Comandante
STS-92, Comandante
- Terence Henricks

STS-44, Pilota
STS-55, Pilota
STS-70, Comandante
STS-78, Comandante
- Stephen Oswald

STS-42, Pilota
STS-56, Pilota
STS-67, Comandante
- Stephen Thorne

### Specialisti di Missione

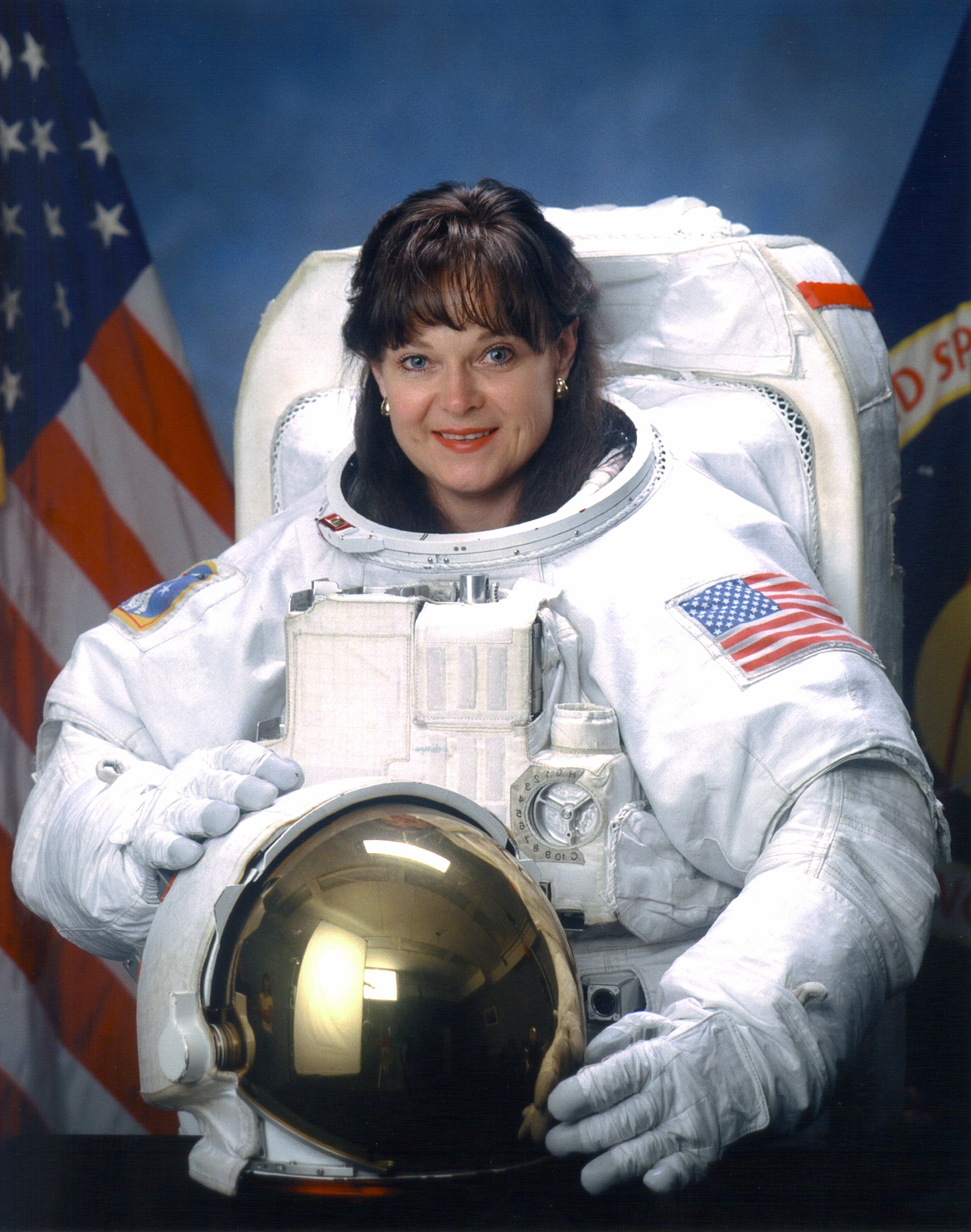
Tamara Jernigan

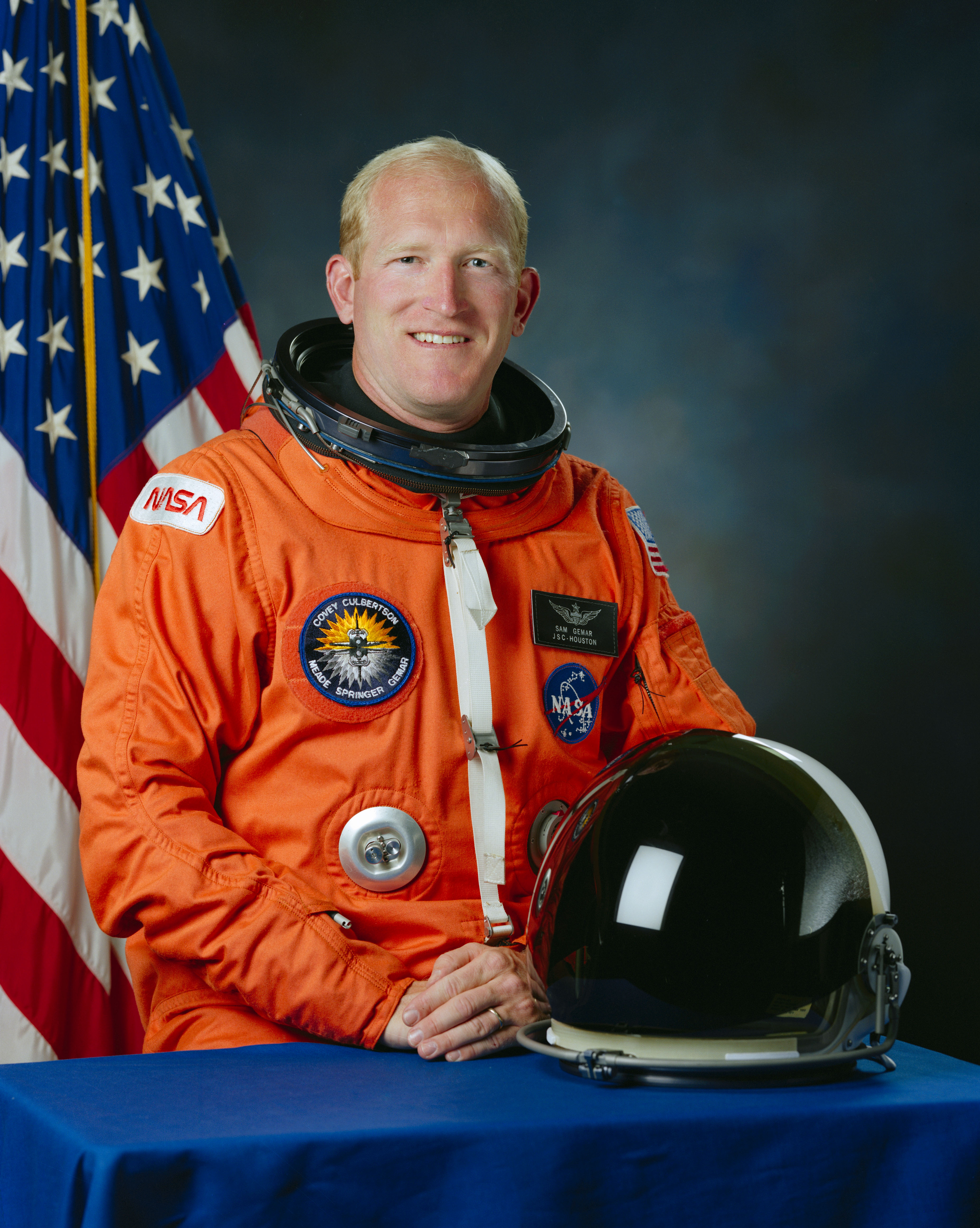
Charles Gemar

- Jerome Apt

STS-37, Specialista di Missione
STS-47, Specialista di Missione
STS-59, Specialista di Missione
STS-79, Specialista di Missione
- Charles Gemar

STS-38, Specialista di Missione
STS-48, Specialista di Missione
STS-62, Specialista di Missione
- Linda Godwin

STS-37, Specialista di Missione
STS-59, Specialista di Missione
STS-76, Specialista di Missione
STS-108, Specialista di Missione
- Richard Hieb

STS-39, Specialista di Missione
STS-49, Specialista di Missione
STS-65, Specialista di Missione
- Tamara Jernigan

STS-40, Specialista di Missione
STS-52, Specialista di Missione
STS-67, Specialista di Missione
STS-80, Specialista di Missione
STS-96, Specialista di Missione
- Carl Meade

STS-38, Specialista di Missione
STS-50, Specialista di Missione
STS-64, Specialista di Missione
- Pierre Thuot

STS-36, Specialista di Missione
STS-49, Specialista di Missione
STS-62, Specialista di Missione